# Frâncio
O frâncio (em homenagem à França) é um elemento químico de símbolo Fr e número atômico 87. A sua eletronegatividade é a mais baixa conhecida e é o segundo elemento menos abundante na natureza, logo a seguir ao ástato. É um metal alcalino altamente radioativo e, tal como qualquer outro do seu grupo, possui um elétron na sua camada de valência.
Marguerite Perey fez a descoberta em 1939, com este elemento sendo o último descoberto na natureza antes de ser sintetizado. Fora do laboratório, o é extremamente raro.

## Aplicações
Não há aplicações comerciais para o frâncio devido a sua vida muito curta, também não é possível obter este elemento em quantidades comerciais significativas. É somente usado em tarefas de investigação, tanto no campo da biologia como também no da estrutura atômica.

## História
Fred Allison  do Alabama Polytechnic Institute anunciou a descoberta deste elemento em 1930, em amostras dos minerais lepidolita, uma forma de mica, e pelucita. Nesta época, eram conhecidos todos os elementos até ao número atômico 92, à exceção dos de número 85 e 87. Em 1934, H.G. MacPherson da University of California, Berkeley desmentiu esta descoberta.
Foi nomeado em homenagem a França, onde foi descoberto em 1939 por Marguerite Perey, da qual trabalhou como assistente de Marie Curie no "Instituto Curie" de Paris. Foi detectado por Perey enquanto estudava o decaimento radioativo do actínio-227, verificando como produto de decaimento um novo elemento, de número atômico 87.
A estrutura atômica do frâncio foi estudada entre 1970 e 1980 por uma equipe de Sylvain Lieberman.

## Abundância e obtenção

### Da Natureza
Existem traços de frâncio nos minerais de urânio, pois forma-se a partir do 235U, o elemento pai da série radioativa natural do actínio. Com uma média de apenas 30 gramas na crosta terrestre, é o segundo elemento menos abundante.

### Sintetizado
Pode se sintetizar na reação nuclear 197Au + 18O → 210Fr + 5n. Este processo desenvolvido por Stony Brook Physics gera isótopos de frâncio com uma massa de 209, 210 e 211.
Também pode se sintetizar através do bombardeamento de tório com prótons e de rádio ou astato com neutrons.

## Íons
O único estado de oxidação detectado em condições não extremas é o +1 (Fr+), do qual é comum a todos os alcalinos.

## Isótopos
Existem 41 isótopos de frâncio conhecidos. Com uma meia-vida de 22 minutos, o  Fr-223 é o de mais longa vida deste elemento. É resultante da deterioração do isótopo Astato-227, sendo o único isótopo que ocorre naturalmente. Todos os demais são altamente instáveis, consequentemente, o conhecimento das propriedades deste elemento não podem ser obtidos por procedimentos radioquímicos.